# Єфет Євген Борисович
Євген Борисович Єфет (нар. 21 грудня 1909, Євпаторія, Таврійська губернія — 14 листопада 1941, Фінська затока) — радянський військовий моряк караїмського походження, капітан 3-го рангу, командир есмінця «Гордий».

## Життєпис

### Ранні роки
Народився і виріс в Євпаторії в караїмській сім'ї. З дитинства мріяв стати моряком, захоплювався історією вітчизняного флоту та вивчав все, що пов'язано з військово-морською службою. Під час літніх канікул працював човнярем, корзинщиком в пекарні, матросом на рятувальній станції. У 1927 році закінчив 1-шу Євпаторійську дев'ятирічну школу. У 1929 році переїхав до Ленінграда, працював на заводі «Червоний путиловець». 

### Служба на Балтиці
У 1930 році вступив до Військово-морського училища імені М. В. Фрунзе, де й став членом Комуністичної партії. Успішно закінчивши в 1933 році училище, направлений викладачем на курси прискореної підготовки командного складу флоту в Кронштадт. У квітні 1934 року домігся переведення на посаду штурмана есмінця «Ленін». З вересня 1935 на тральщику «Клюз» служив спочатку помічником, а згодом і командиром. У листопаді 1937 року був призначений командиром тральщика «Стріла», а в 1939 році — командиром есмінця «Карл Маркс». Зі своїм кораблем брав участь у радянсько-фінській війні, удостоєний ордена Червоного Прапора, а дванадцятьох членів його екіпажу нагородили орденами й медалями.
Напередодні Німецько-радянської війни, в 1940 році, став командиром ескадреного міноносця «Гордий».

### Смерть
Під час операції з евакуації гарнізону військово-морської бази Ханко 12 листопада 1941 року загін кораблів у складі есмінців «Суворий» і «Гордий», мінного загороджувача «Урал», 4 тральщиків (Т-206, Т-217, Т-211, Т -215), 6 катерів «малий мисливець» і двох підводних човнів Л-2 і М-98 вийшов у напрямку ВМБ Ханко. На шляху кораблі двічі зазнали торпедних атак, після півночі почали форсування мінного поля, в тралах почалися підриви. В 00:44 14 листопада на міні підірвався й затонув катер МО-301 (весь екіпаж загинув), о 01:05 підірвався й затонув тральщик Т-206 «Верп» (з екіпажу врятовані 21 чоловік, загинули 32 людини). Відразу після вибуху через неузгоджені дії зіткнулися есмінець «Суворий» і тральщик Т-217, при цьому есмінець отримав значну пробоїну. Коли його екіпаж усунув пошкодження й корабель почав набирати хід, біля борту вибухнула міна, корабель втратив хід й отримав значні пошкодження. Для надання йому допомоги повернулися 2 тральщика. Після безуспішної боротьби за порятунок корабля, його екіпаж (230 осіб) прийнятий на борт катерами й тральщиками, есмінець затоплений. Також загинула на мінах підводний човен Л-2 (з екіпажу загинули 49 осіб, врятовано 3 особи), а підводний човен М-98 пропав безвісти (його доля невідома по теперішній час).
До Ханко продовжували рухатися лише есмінець «Гордий», «Урал», 1 тральщик й 3 катери. Протраленої тральщиком смуги було вочевидь замало для безпечного плавання, до того ж всі кораблі «нишпорили» при русі, йти в кільватері один до одного було практично неможливо. У підсумку о 03:20, о 03:30 та в 3:36 есмінець «Гордий» тричі підірвався на мінах, отримав важкі пошкодження й затонув в семи милях на північ від острова Наїссаар. Врятовано були 87 членів екіпажу. Серед загиблих були командир есмінця Є. Б. Єфет, комісар, старпом й інші офіцери, які відмовилися рятуватися раніше своїх підлеглих. О 08:46 на Ханко прибули лише мінний загороджувач «Урал» і 2 катери «малий мисливець» (на їх борту були члени екіпажу загиблого «Гордого»).
Про це повідомлялося в листівці політуправління Червонопрапорного Балтійського флоту, випущеної в 1942 році:
|  | ... Корми есмінця так глибоко пішла під воду, що по верхній палубі стало неможливо ходити. Пересуватися по ній можна було тільки поповзом, чіпляючись за скоби і виступи ... До загибелі корабля залишалися лічені секунди, але ні командир, ні комісар не покидали містка. З інших кораблів чули, що з містка гинучого есмінця щось кричали тим, хто чіплявся за якірні пристрої на здибленому баку. Єфет і Сахно підбадьорювали червонофлотців. І раптом пролунав спів. Спершу ледь чутні голоси звучали все голосніше й голосніше. Над нічним морем пливли звуки «Інтернаціоналу». Його співали командир корабля Єфет, воєнком Сахно, співали червонофлотці, що залишилися на кораблі. |

## Нагороди
- Орден Червоного Прапора (07.02.1940)

## Сім'я
Батько — Борис Єфет, столяр, покинув сім'ю, коли Євгенію було 6 місяців.
Мати — Гулюш Рувимовна Єфет, кравчиня.
З 1937 року родина Єфетів проживала в Оранієнбаумі (нині Ломоносов).
Дружина — Валентина Іванівна Єфет (28 січня 1909 — 12 червень 1999), працювала лікарем-терапевтом у поліклініці. У 1972 році при середній школі № 6 Ломоносова (нині ГБОУ ЗОШ № 436) відкритий музей «Бойовий шлях ескадреного міноносця „Гордий“», засновниками якого виступили В. І. Єфет та директор школи Л. А. Мочалова.
- Син — Євген Євгенович Єфет (21 червня 1938 — 3 березня 1993), навчався в Тбіліському Нахімовському училищі, в 1956 році закінчив Вище військово-морське училище радіоелектроніки імені А. С. Попова. Служив флотським офіцером-зв'язківцем, звільнився в запас 1960 року в званні старшого лейтенанта. Працював інженером[16]. Разом з матір'ю і дідом Іваном Івановичем Куровим (1880-1950) похований на Свято-Троїцькому православному кладовищі Ломоносова[17][18].
  - Онук — Олександр Євгенович Єфет[19].

## Пам'ять
- Вулиця Євгена Єфетов в Ломоносові (скасована в 2021 році).
- Вулиця Єфета в Євпаторії[20].
- У 1976 році на Іллічівському суднобудівному заводі побудований теплохід «Євгеній Єфет», який зображений на поштових конвертах, випущених у 1980 і 1982 роках. Належав Євпаторійському морському торговельному порту. На початку 2000-их років виведений з експлуатації, а в 2010 році проданий приватній особі і відбуксирували в Стрілецьку бухту Севастополя. Відновлений, виведений на воду, з 2016 року носить назву «Балаклава»[21].
- Меморіальна дошка на будинку гімназії імені І. Сельвінського в Євпаторії[22] з текстом:|  | У цій школі, в 30-х роках, навчався командир есмінця «Гордий» Червонопрапорного Балтійського флоту капітан 3-го рангу Є. Єфет, героїчно загинув при обороні п- острова Ханко 14 листопада 1941 року. |
- Меморіальна дошка на будинку, де жив Євген Єфет по вул. Караїмській, 66 в Євпаторії. Відкрита у вересні 2020 року.
- 18 листопада 2020 року ім'я Євгена Єфета присвоєно середній загальноосвітній школі № 436 Петродворцового району Санкт-Петербурга[24][25].